# Girls & Boys
"Girls & Boys" är den brittiska alternativa rockgruppen Blurs åttonde singel, utgiven den 7 mars 1994. Som bäst nådde singeln plats 5 på den brittiska topplistan. Detta var första singeln från albumet Parklife. Samtliga låtar är skrivna av Albarn/Coxon/James/Rowntree, med undantag för "Magpie" (Albarn/Coxon/James/Rowntree/Wordsworth).

## Låtlista
- CD1

1. "Girls & Boys"
2. "Magpie"
3. "Anniversary Waltz"

- CD2 (släpptes 14 mars)

1. "Girls & Boys"
2. "People In Europe"
3. "Peter Panic"

- Amerikansk CD

1. "Girls & Boys"
2. "Girls & Boys" (Pet Shop Boys radio edit)
3. "Girls & Boys" (Pet Shop Boys 12" mix)
4. "Magpie"
5. "Peter Panic"
6. "Maggie May"

- Europeisk CD

1. "Girls & Boys"
2. "Girls & Boys" (Pet Shop Boys radio edit)
3. "Girls & Boys" (Pet Shop Boys 12" mix)
4. "Magpie"
5. "Anniversary Waltz"

- 7" och kassett

1. "Girls & Boys"
2. "Magpie"
3. "People In Europe"

- Amerikansk kassett

1. "Girls & Boys"
2. "Girls & Boys" (Pet Shop Boys radio edit)
3. "Maggie May"

- Amerikansk 12"

1. "Girls & Boys" (Pet Shop Boys 12" mix)
2. "Girls & Boys" (album-version)
3. "Girls & Boys" (Pet Shop Boys 7" mix)